# كفر ناصح (أعزاز)
كفر ناصح  قرية سوريّة تتبع إداريّاً لمحافظة حلب منطقة أعزاز ناحية تل رفعت، بلغ تعداد سكانها .13.650 نسمة حسب التعداد السكاني لعام 2022.